# Psilogramma surholti
Psilogramma surholti là một loài bướm đêm thuộc họ Sphingidae. Loài này có ở Việt Nam.